# Paczka pocztowa

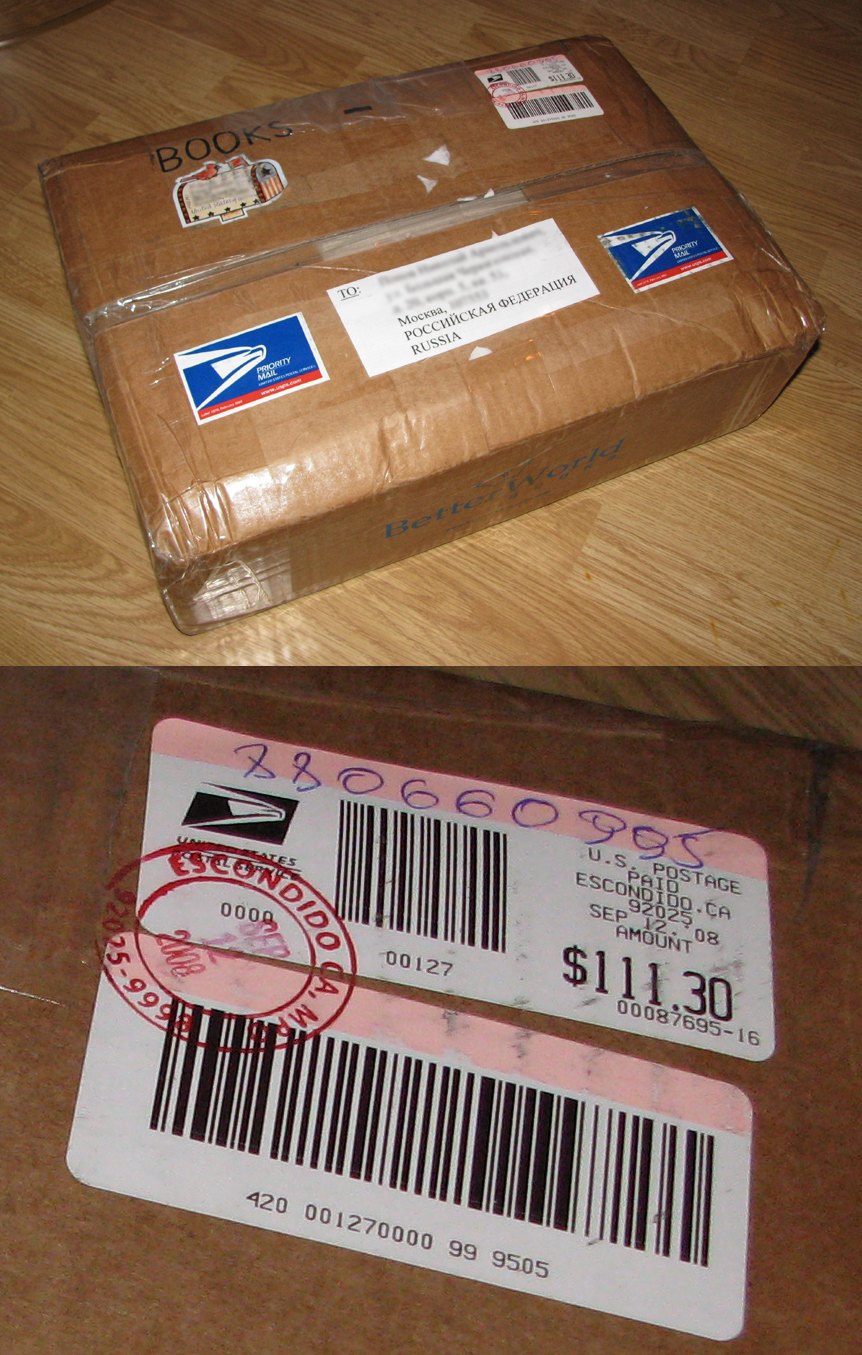
Paczka nadana w USA

Paczka pocztowa – przesyłka rejestrowana zawierająca rzeczy, przyjęta przez operatora wyznaczonego w celu przemieszczenia i doręczenia.